# SASOL
SASOL (oorspronkelijk: Suid-Afrikaanse Steenkool-, Olie- en Gasmaatskappy, tegenwoordig South African Synthetic Oil Limited) is een internationaal opererend Zuid-Afrikaans chemiebedrijf. SASOL heeft zijn zetel in Johannesburg en is het op een na grootste bedrijf van Zuid-Afrika. SASOL is in 1950 opgericht en telde 28.000 medewerkers in 2025. Het bedrijf is actief in 22 landen.

## Activiteiten
De belangrijkste activiteit in Zuid-Afrika is de verwerking van steenkool en aardgas tot benzine via kolenvergassing en de Fischer-Tropsch-methode. Per jaar wordt zo'n 30-35 miljoen ton steenkool omgezet. De steenkool komt uit een van de zes mijnen van het bedrijf. SASOL heeft een belang van 63,6% in Natref, een raffinaderij in Sasolburg. Deze heeft een capaciteit van bijna 110.000 vaten olie per dag. SASOL biedt daarnaast een breed pakket van chemische producten aan waaronder polymeren, oplosmiddelen en olefines. De belangrijkste Zuid-Afrikaanse vestigingsplaatsen zijn de steden Sasolburg en Secunda. Beide steden zijn gebouwd als woonplaats voor medewerkers van SASOL. De helft van de omzet is afkomstig uit de energie-activiteiten en de rest komt van de chemie.
Na het jaar 2000 is SASOL zich gaan richten op internationale expansie, waaronder gaswinning in Mozambique en een fabriek in Qatar waar aardgas wordt omgezet in vloeibare brandstoffen, met name dieselolie. Dit beleid heeft geresulteerd in een minder afhankelijke positie van Zuid-Afrika. In het gebroken boekjaar 2023/24, dat loopt van 1 juli 2023 tot en met 30 juni 2024, werd de helft van de totale omzet behaald in Zuid-Afrika. De resterende omzet werd in nagenoeg gelijke delen behaald in Europa, de Verenigde Staten en de rest van de wereld.
De belangrijkste externe factoren die een grote invloed hebben op het resultaat van SASOL zijn de economische groei in Zuid-Afrika, de ontwikkeling van de wisselkoers tussen de Zuid-Afrikaanse rand en Amerikaanse dollar en de olieprijs.
SASOL is een belangrijk bedrijf, het levert een bijdrage van vijf procent aan het bruto binnenlands product en meer dan 10% van de overheidsinkomsten van Zuid-Afrika.
De aandelen van SASOL staan vanaf oktober 1979 genoteerd aan de Johannesburg Securities Exchange (JSE) en vanaf april 2003 worden op de New York Stock Exchange American Depositary Receipts (ADR) verhandeld.

## Geschiedenis

### Aanleidng
In de jaren 1930 en 1940 werd in Zuid-Afrika gezocht naar aardolie en aardgas, maar dit werd nauwelijks aangetoond. Het land beschikte toen al wel over grote steenkoolreserves. In 1937 kocht Anglo-Transvaal Consolidated Investment Corporation (Anglovaal) een licentie om het Fisher-Tropsch proces te kunnen gebruiken. Anglovaal wilde zelf een fabriek bouwen om van steenkool vloeibare brandstoffen te maken, maar door geldgebrek en het hoge risico van een dergelijk project, kwam dit niet van de grond.
De Zuid-Afrikaanse regering zag de potentie wel. Steenkool was ruimschoots aanwezig, het land zou minder afhankelijk worden van buitenlandse olieleveranciers, minder deviezen stroomde weg door de import van olie en het zou een impuls kunnen geven aan de industriële ontwikkeling. Pogingen om Anglovaal over te halen te investeren mislukten en de overheid besloot een staatsfonds, de Industrial Development Corporation (IDC), in te zetten om het project op te starten.

### Oprichting en verder
SASOL werd op 26 september 1950 opgericht met de IDC als enige aandeelhouder. Mensen met kennis van zaken kwamen in het bestuur van SASOL, waaronder Pierre Etienne Rousseau. Rousseau was een technicus en hij speelde een belangrijke rol bij de totstandkoming van dit technologisch uitdagende project. Het het duurde vijf jaar voordat de eerste olie uit steenkool werd gehaald. De Amerikaanse Kellogg was betrokken bij de bouw, maar door tegenslag duurde de bouw langer en waren de investeringen forser dan verwacht. In 1960 realiseerde SASOL een winst van 1,4 miljoen rand en vierde haar 10 jarig bestaan.
In 1966 werd  South African Gas Distribution Company, het latere SASOL Gas, opgericht met als doel de verkoop en transport van aardgas.
Vijf jaar later werd de raffinaderij van de joint venture Natref opgestart. SASOL was de meerderheidsaandeelhouder met ongeveer twee derde van de aandelen. Natref staat voor National Petroleum Refinery. In 1976 begon de bouw van de tweede grote fabriek in Secunda en deze kwam in 1980 in productie. In 1979 kregen de aandelen van SASOL een notering aan de beurs van Johannesburg.
In 2000 bereikte SASOL een overeenkomst met de regering van Mozambique om aardgas te produceren in de Pande en Temane projecten. Het Pande-gasveld ligt aan de kust van Mozambique en was reeds in 1961 ontdekt. Door een gebrek aan afnemers was het veld niet in ontwikkeling gebracht, maar SASOL bracht hiervoor de oplossing.
Een jaar later werd CONDEA aangekocht, de verkoper was het Duitse nutsbedrijf RWE. SASOL betaalde € 1,3 miljard. CONDEA behaalde in het gebroken boekjaar 1999/2000 een omzet van € 2,6 miljard en telde 4600 medewerkers.
In 2003 kregen de aandelen een notering aan de New York Stock Exchange. Verder besloot SASOL deel te nemen in het ORYX GTL project, GTL staat voor gas-to-liquids, in Qatar. In Ras Laffan Industrial City werd een installatie gebouwd voor het omzetten van aardgas in vloeibare producten, met name dieselolie. Lokale partner van SASOL is QatarEnergy en de twee hebben elk ongeveer de helft van de aandelen in ORYX GTL in handen. Deze fabriek kwam in 2006 in productie.
Met Talisman Energy sloot het in 2010 een overeenkomst om samen het gasveld Farrell Creek in Brits-Columbia te ontwikkelen. Talisman Energy verkocht de helft van het belang waarvoor SASOL C$ 1050 miljoen heeft betaald.